# 眼帶澳小鱂
眼帶澳小鱂，為輻鰭魚綱鯉齒目鰕鱂亞目溪鱂科的其中一種，為亞熱帶淡水魚，分布於南美洲烏拉圭沿岸淡水流域，體長可達8公分，棲息在底中層水域，生活習性不明，可作為觀賞魚。

## 擴展閱讀
維基物種上的相關：眼帶澳小鱂